# Daruvedia bacillata
Daruvedia bacillata är en svampart som först beskrevs av Mordecai Cubitt Cooke, och fick sitt nu gällande namn av Dennis 1988. Daruvedia bacillata ingår i släktet Daruvedia, klassen Dothideomycetes, divisionen sporsäcksvampar och riket svampar.   Inga underarter finns listade i Catalogue of Life.